# ميريام ألونسو
ميريام ألونسو (بالإسبانية: Miriam Alonso)‏ هي منافسة ألعاب القوى إسبانية، ولدت في 1970 في أولم في ألمانيا.

## وصلات خارجية
- ميريام ألونسو على موقع الاتحاد الدولي لألعاب القوى (الإنجليزية)
- ميريام ألونسو على موقع أوليمبيديا (الإنجليزية)